# Campeonato Mundial de Tiro con Arco al Aire Libre de 2027
El LIV Campeonato Mundial de Tiro con Arco al Aire Libre se celebrará en Medellín (Colombia) en el año 2027 bajo la organización de la Federación Internacional de Tiro con Arco (World Archery) y la Federación Colombiana de Tiro con Arco.